# Bruno Berberes
Bruno Berberes, né 7 octobre 1958, dans le 14e arrondissement de Paris, est un directeur de casting, directeur artistique, producteur, animateur de radio et de télévision française.

## Biographie
Il a vingt-deux ans et comédien au Conservatoire de son état lorsqu’il chante en première partie de Juliette Gréco.
Au sein des productions Dove Attia et Albert Cohen, il fait passer les castings de différentes comédies musicales telles Les Dix Commandements, Autant en emporte le vent, Le Roi Soleil, Mozart, l'opéra rock ou 1789 : Les Amants de la Bastille. Il est celui qui découvre Emmanuel Moire, Christophe Maé, Florent Mothe et Camille Lou entre autres. De plus, il gère également les castings de Cléopâtre, Robin des Bois, Mistinguett, reine des années folles, Graal, Sol En Cirque, Les Aventures de Rabbi Jacob, Je m'voyais déjà, Il était une fois Joe Dassin, Le Magicien d'Oz, Cendrillon, le spectacle musical, Dracula, l'amour plus fort que la mort, Pinocchio, le spectacle musical, Sister Act, Adam et Ève : La Seconde Chance, Aladin, faites un vœu !, Salut les copains, Timéo, Résiste et directeur artistique des Hors-la-loi,.
Bruno Berberes est entre 2002 et 2012 le chef de la délégation française au Concours Eurovision de la chanson. Il en est également le commentateur des demi-finales avec Audrey Chauveau de 2011 à 2014. Il fait régulièrement partie du jury des Melodifestivalen.
En 2007, il est le directeur artistique de la sélection française pour l’Eurovision Eurovision 2007 : Si on gagnait ?. Il est consultant pour l’organisation et la production exécutive de l’Eurovision pour l’ensemble du groupe France Télévisions et a rejoint les équipes d’animateurs de France Bleu pour l'émission du week-end On repeint la musique avec Serge Poézévara.
En 2008 et 2009, il est juré dans le télé-crochet pour enfants L’École des stars auprès de Nathalie Corré et Maureen Dor lors des deux saisons diffusées sur Direct 8.
Serge Tapierman et MC Productions travaillent à l'adaptation musicale du roman Les Trois Mousquetaires d'Alexandre Dumas lors du premier semestre 2009,. Marie-Jo Zarb est chargée de l'écriture des paroles des titres. Emmanuel Moire, Christophe Beucher et Yann Guillon qui ont déjà travaillé ensemble sont également de ce projet de comédie musicale. Bruno Berberes est le directeur de casting et Jeanne Deschaux est chargée de la mise en scène de ce spectacle prévu au Palais des congrès de Paris dès novembre 2010,,. Ce projet est arrêté avant sa concrétisation. À Narbonne, Bruno Berberes préside l'édition 2010, 2011 et 2012 du festival Charles Trenet.
Depuis 2012, il est directeur de casting de l'émission de télévision de télé-crochet The Voice : La Plus Belle Voix,. C'est d'ailleurs lui qui, précédemment, découvre Louane alors qu'elle est âgée de huit ans.
En 2015, Bruno Berberes s'implique dans la comédie musicale Les Trois Mousquetaires dont la première est prévue le 29 septembre 2016 au palais des sports de Paris. Il préside le jury de la France à l'Eurovision 2015 et représente à ce titre la France lors de différents concours cette année-là, comme le Melodifestivalen diffusé sur Sveriges Television. Il travaille sur plusieurs spectacles qui s’étalent sur la saison 2016/2017, ceux-ci sont Le Rouge et le Noir au Palace à Paris, Saturday Night Fever au palais des sports de Paris ainsi que Priscilla, folle du désert, la comédie musicale et Timéo, tous deux au Casino de Paris.
En 2019 il intervient dans la comédie musicale Bernadette de Lourdes comme directeur du casting.